# Trzciniak słowiczy
Trzciniak słowiczy (Acrocephalus luscinius) – gatunek małego ptaka z rodziny trzciniaków (Acrocephalidae). Występował na wyspie Guam (Mariany, Oceania). Choć w 1967 miał być jeszcze pospolity, liczebność gwałtownie zmalała, a w 1969 był obserwowany po raz ostatni. Gatunek uznany za wymarły.

## Taksonomia
Po raz pierwszy gatunek opisali Quoy i Gaimard w 1830. Holotyp pozyskano podczas podróży korwety „Astrolabe”. Autorzy nadali nowemu gatunkowi nazwę Thryothorus luscinius. Obecnie (2021) Międzynarodowy Komitet Ornitologiczny (IOC) umieszcza trzciniaka słowiczego w rodzaju Acrocephalus. Klasyfikacja gatunku jest sporna. IOC i autorzy Handbook of the Birds of the World rozdzielają trzciniaka słowiczego od atolowego (A. syrinx) i samotnego (A. rehsei) – przedstawicieli tych gatunków odróżnia wielkość, długość dzioba i pieśń. Dawniejsi autorzy do A. luscinius włączali również kilka innych trzciniaków: brunatnego (A. nijoi), mariańskiego (A. yamashinae) oraz polinezyjskiego (A. astrolabii); wszystkie 3 gatunki są wymarłe. A. luscinius uznawano również za synonim A. hiwae (trzciniak wielkodzioby), jednakże drugi z gatunków został później wyodrębniony na podstawie badań genetycznych.

## Morfologia
Długość ciała wynosiła około 18 cm. Był to największy spośród trzciniaków występujących na Marianach. Jego długość skrzydła (n=7) wynosiła 85,6 ± 3,2 mm, długość dzioba 37,1 ± 1,8 mm, długość ogona 85,9 ± 4,2 mm, zaś długość skoku 29,8 ± 1,2 mm. Wierzch ciała miał wypłowiałą żółtooliwkową barwę. Grzbiet, kuper i ogon wyróżniały się bardziej rdzawooliwkowym kolorem, brew natomiast matowożółtym, podobnie jak i spód ciała. Tęczówka ciemnobrązowa. Górna szczęka ciemna, żuchwa jaśniejsza. Nogi i stopy jasnoszare.

## Zasięg, ekologia i zachowanie
Trzciniak słowiczy był endemitem wyspy Guam (Mariany, Mikronezja, Oceania). Ptaki tego gatunku występowały niemal wyłącznie na mokradłach i przyległej do nich roślinności, między innymi w zaroślach Leucaena leucocephala, oraz na obrzeżach lasów rosnących na wapiennym podłożu. Chroniły się w gęstych zaroślach i łatwiej było je usłyszeć, aniżeli zobaczyć. Głos kontaktowy opisano jako donośne i charakterystyczne czuk lub czak. Głośną i zróżnicowaną pieśń wykonywały długo.

## Status
IUCN uznaje trzciniaka słowiczego za gatunek wymarły (EX, Extinct). Do jego wymarcia doprowadził  mangrowiec brunatny przypadkowo zawleczony na wyspę, który odpowiada za wyginięcie kilku innych gatunków ptaków na Guamie, między innymi muszarki rdzawopierśnej (Myiagra freycineti). Choć według informacji z 1967 lub 1968 wówczas trzciniaki słowicze były pospolite na wyspie, to już w 1969 dokonano ostatniej potwierdzonej obserwacji na bagnie Agana. Dodatkowymi czynnikami prowadzącymi do wyginięcia trzciniaków słowiczych były najpewniej niszczenie środowiska ich życia, użycie pestycydów i wprowadzenie na wyspy kotów oraz szczurów. Poszukiwania prowadzone w latach 70. i 80. XX wieku nie przyniosły rezultatów.